# Гумерово (Ішимбайський район)
Гуме́рово (рос. Гумерово, башк. Ғүмәр) — присілок у складі Ішимбайського району Башкортостану, Росія. Входить до складу Петровської сільської ради.
Населення — 379 осіб (2010; 369 в 2002).
Національний склад:
- башкири — 99%